# 约翰·沙利文 (英国议员)
约翰·沙利文（英語：John Sullivan，1749年—1839年）来自白金汉郡，英国国会议员。
早年曾为英国东印度公司职员，1765年至1785年间在印度经商致富，后回国改行从政。沙利文在1790年至1796年间当选阿什伯顿选区国会议员，1811年至1818年间当选旧萨勒姆选区国会议员。在1808年至1836年间担任负责监管东印度公司的控制委员会委员。此外在特立尼达经营甘蔗种植园，财产可观。